# Rahozina (obwód miński)
Rahozina (biał. Рагозіна; ros. Рагозино, Ragozino) – wieś na Białorusi, w obwodzie mińskim, w rejonie łohojskim, w sielsowiecie Krajsk, nad Krajszczanką. W 2019 roku liczyła 87 mieszkańców.